# Eerste nationale herenhandbal 2011/12
De eerste nationale 2011–12 is de hoogste divisie in het Belgische handbal.

## Teams
| Ploeg                       | Plaats             | Provincie      | Trainers                                               | Hal                         |
| --------------------------- | ------------------ | -------------- | ------------------------------------------------------ | --------------------------- |
| HC AtomiX                   | Haacht             | Vlaams-Brabant | Vlag van onbekend gebied                               | Den Dijk                    |
| Achilles Bocholt            | Bocholt            | Limburg        | Robin Gielen                                           | De Damburg                  |
| HC Eynatten-Raeren          | Eynatten - Raeren  | Luik           | Pim Rietbroek                                          | Sporthalle Eynatten         |
| Initia HC Hasselt           | Hasselt            | Limburg        | Luc Boiten                                             | Alverberg                   |
| VOO HC Herstal-Flémalle ROC | Flémalle - Herstal | Luik           | Thierry Finet Jean-Luc Grandjean vroegtijdig ontslagen | Hall omnisports André Cools |
| KV Sasja HC                 | Hoboken            | Antwerpen      | Alex Jacobs                                            | Sorghvliedt                 |
| Sporting Neerpelt-Lommel    | Neerpelt - Lommel  | Limburg        | Predrag Dosen                                          | Dommelhof                   |
| United HC Tongeren          | Tongeren           | Limburg        | Jos Schouterden                                        | Eburons Dôme                |
| Union Beynoise              | Beyne-Heusay       | Luik           | Olivier Leleux                                         | Hall Omnisports Edmond Rigo |
| HC Visé BM                  | Wezet              | Luik           | Davor Peric                                            | Hall Omnisports de Visé     |

## Reguliere competitie
| Pos | Club                        | Wed | W  | G | V  | Ptn | DT  | DV  | +/−  | Opmerking                |
| --- | --------------------------- | --- | -- | - | -- | --- | --- | --- | ---- | ------------------------ |
| 1   | United HC Tongeren          | 16  | 15 | 0 | 1  | 30  | 515 | 358 | 157  | Geplaatst voor Play-off  |
| 2   | Initia HC Hasselt           | 16  | 13 | 0 | 3  | 26  | 564 | 417 | 147  | Geplaatst voor Play-off  |
| 3   | KV Sasja HC                 | 16  | 12 | 0 | 3  | 25  | 502 | 395 | 107  | Geplaatst voor Play-off  |
| 4   | Achilles Bocholt            | 16  | 10 | 1 | 3  | 21  | 540 | 425 | 115  | Geplaatst voor Play-off  |
| 5   | Sporting Neerpelt-Lommel    | 16  | 8  | 0 | 8  | 16  | 525 | 482 | 43   | Geplaatst voor Play-down |
| 6   | HC Visé BM                  | 16  | 6  | 2 | 8  | 14  | 461 | 438 | 23   | Geplaatst voor Play-down |
| 7   | Union Beynoise              | 16  | 7  | 0 | 9  | 14  | 441 | 469 | -28  | Geplaatst voor Play-down |
| 8   | HC Eynatten-Raeren          | 16  | 4  | 2 | 10 | 10  | 413 | 491 | -78  | Geplaatst voor Play-down |
| 9   | VOO HC Herstal-Flémalle ROC | 16  | 1  | 2 | 13 | 4   | 440 | 561 | -121 | Geplaatst voor Play-down |
| 10  | HC AtomiX                   | 16  | 0  | 0 | 16 | 0   | 329 | 668 | -339 | Geplaatst voor Play-down |

## Nacompetitie

### Play-down
| Pos | Club                        | Wed | W  | G | V  | Ptn | DV  | DT  | +/−  | BP | Opmerking                          |
| --- | --------------------------- | --- | -- | - | -- | --- | --- | --- | ---- | -- | ---------------------------------- |
| 1   | Sporting Neerpelt-Lommel    | 10  | 10 | 0 | 0  | 25  | 358 | 280 | 78   | +6 |                                    |
| 2   | HC Visé BM                  | 10  | 5  | 0 | 4  | 16  | 334 | 290 | 44   | +5 |                                    |
| 3   | Union Beynoise              | 10  | 5  | 0 | 5  | 16  | 325 | 270 | 55   | +4 |                                    |
| 4   | VOO HC Herstal-Flémalle ROC | 10  | 5  | 0 | 5  | 12  | 312 | 322 | -10  | +2 |                                    |
| 5   | HC Eynatten-Raeren          | 10  | 4  | 0 | 6  | 11  | 294 | 290 | 4    | +3 |                                    |
| 6   | HC AtomiX                   | 10  | 0  | 0 | 10 | 1   | 230 | 401 | -171 | +1 | Gedegradeerd naar tweede nationale |

### Play-off
| Pos | Club               | Wed | W | G | V | Ptn | DT  | DV  | +/− | BP | Opmerking                       |
| --- | ------------------ | --- | - | - | - | --- | --- | --- | --- | -- | ------------------------------- |
| 1   | United HC Tongeren | 6   | 5 | 0 | 1 | 14  | 193 | 164 | 29  | +4 | Geplaatst voor de Best of Three |
| 2   | Initia HC Hasselt  | 6   | 5 | 0 | 1 | 13  | 200 | 174 | 26  | +3 | Geplaatst voor de Best of Three |
| 3   | KV Sasja HC        | 6   | 1 | 0 | 5 | 4   | 171 | 210 | -39 | +2 | Speelt voor de 3e en 4e plaats  |
| 4   | Achilles Bocholt   | 6   | 1 | 0 | 5 | 3   | 185 | 201 | -16 | +1 | Speelt voor de 3e en 4e plaats  |

### 3e en 4e plaats
| 12 mei 2012 | KV Sasja HC | 34 - 40 | Achilles Bocholt | Sorghvliedt, Antwerpen |
| 12 mei 2012 |             |         |                  | Sorghvliedt, Antwerpen |
| 12 mei 2012 |             |         |                  | Sorghvliedt, Antwerpen |

### Best of Three
| 12 mei 2012 | Initia HC Hasselt | 23 - 24 | United HC Tongeren | Alverberg, Hasselt |
| 12 mei 2012 |                   |         |                    | Alverberg, Hasselt |
| 12 mei 2012 |                   |         |                    | Alverberg, Hasselt |

| 12 mei 2012 | United HC Tongeren | 26 - 24 | Initia HC Hasselt | Eburons Dôme, Tongeren |
| 12 mei 2012 |                    |         |                   | Eburons Dôme, Tongeren |
| 12 mei 2012 |                    |         |                   | Eburons Dôme, Tongeren |

|                    |
| UNITED HC TONGEREN |
| 5de titel          |